# Bispira monroi
Bispira monroi är en ringmaskart som först beskrevs av Hartman 1961.  Bispira monroi ingår i släktet Bispira och familjen Sabellidae. Inga underarter finns listade i Catalogue of Life.